# Engeln
Engeln is een Ortsteil van het vlek Bruchhausen-Vilsen in de Duitse deelstaat Nedersaksen. Tot 1 november 2011 was Engeln, met de vier Ortsteilen Oerdinghausen, Scholen, Weseloh en Engeln een zelfstandige gemeente, die daarna samen met Bruchhausen-Vilsen het nieuwe vlek Bruchhausen-Vilsen ging vormen. Zie verder aldaar.

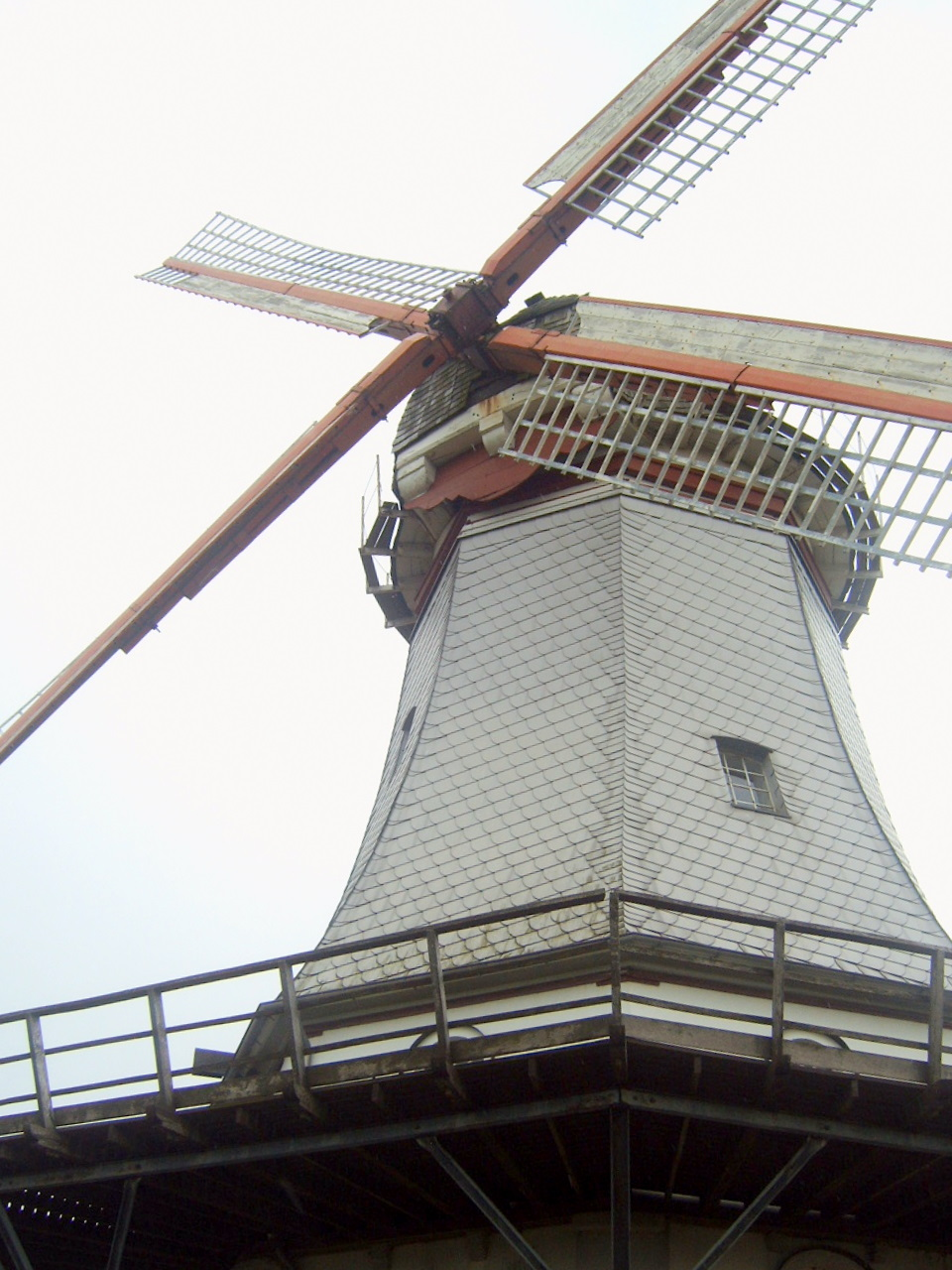
Molen